# Borussia Verein für Leibesübungen 1900 Mönchengladbach 1999-2000
Questa voce raccoglie le informazioni riguardanti il Borussia Verein für Leibesübungen 1900 Mönchengladbach nelle competizioni ufficiali della stagione 1999-2000.

## Stagione
Nella stagione 1999-2000 il Borussia Mönchengladbach, allenato da Hans Meyer, concluse il campionato di 2. Bundesliga al 5º posto. In Coppa di Germania il Borussia Mönchengladbach fu eliminato al primo turno dal Verl.

## Rosa
| N. |                        | Ruolo | Calciatore        |
| -- | ---------------------- | ----- | ----------------- |
| 1  | Germania (bandiera)    | P     | Uwe Kamps         |
| 2  | Germania (bandiera)    | D     | Max Eberl         |
| 3  | Germania (bandiera)    | D     | Michael Klinkert  |
| 4  | Germania (bandiera)    | D     | Michael Frontzeck |
| 5  | Croazia (bandiera)     | D     | Slađan Ašanin     |
| 7  | Danimarca (bandiera)   | C     | Peter Nielsen     |
| 8  | Croazia (bandiera)     | C     | Željko Sopić      |
| 9  | Paesi Bassi (bandiera) | A     | Arie van Lent     |
| 11 | Germania (bandiera)    | C     | Marcel Witeczek   |
| 12 | Germania (bandiera)    | P     | Bernd Meier       |
| 14 | Germania (bandiera)    | D     | Markus Reiter     |
| 15 | Brasile (bandiera)     | D     | Marcelo Pletsch   |
| 16 | Brasile (bandiera)     | C     | Chiquinho         |

| N. |                        | Ruolo | Calciatore            |
| -- | ---------------------- | ----- | --------------------- |
| 17 | Paesi Bassi (bandiera) | D     | Quido Lanzaat         |
| 18 | Germania (bandiera)    | A     | Nico Frommer          |
| 19 | Germania (bandiera)    | C     | Bernd Korzynietz      |
| 20 | Germania (bandiera)    | C     | Matthias Hagner       |
| 21 | Germania (bandiera)    | C     | Markus Hausweiler     |
| 22 | Germania (bandiera)    | C     | Marcel Ketelaer       |
| 23 | Croazia (bandiera)     | D     | Damir Burić           |
| 24 | Germania (bandiera)    | C     | Jens Truckenbrod      |
| 25 | Ucraina (bandiera)     | A     | Oleksandr Grebenozhko |
| 27 | Ucraina (bandiera)     | A     | Andrij Voronin        |
| 32 | Slovacchia (bandiera)  | C     | Igor Demo             |
| 33 | Ucraina (bandiera)     | A     | Ruslan Valeev         |

## Organigramma societario
Area tecnica
- Allenatore: Hans Meyer
- Allenatore in seconda: Manfred Stefes
- Preparatore dei portieri:
- Preparatori atletici:

## Calciomercato

### Sessione estiva
| Acquisti | Acquisti         | Acquisti       | Acquisti |
| R.       | Nome             | da             | Modalità |
| -------- | ---------------- | -------------- | -------- |
| D        | Damir Burić      | Friburgo       |          |
| C        | Igor Demo        | PSV            |          |
| A        | Nico Frommer     | Stoccarda      |          |
| C        | Bernd Korzynietz | Schweinfurt 05 |          |
| P        | Bernd Meier      | Monaco 1860    |          |
| C        | Peter Nielsen    | Copenaghen     |          |
| A        | Arie van Lent    | Greuther Fürth |          |
| D        | Thomas Vogel     | Amburgo        |          |

| Cessioni | Cessioni               | Cessioni               | Cessioni |
| R.       | Nome                   | a                      | Modalità |
| -------- | ---------------------- | ---------------------- | -------- |
| D        | Patrik Andersson       | Bayern Monaco          |          |
| C        | Sebastian Deisler      | Hertha Berlino         |          |
| P        | Robert Enke            | Benfica                |          |
| A        | Markus Feldhoff        | Wolfsburg              |          |
| A        | Berkant Göktan         | Arminia Bielefeld      |          |
| D        | Vladimir Ivanov Ivanov | Lokomotiv Sofia        |          |
| D        | Stephan Paßlack        | Monaco 1860            |          |
| A        | Jörgen Pettersson      | Kaiserslautern         |          |
| C        | Karlheinz Pflipsen     | Panathīnaïkos          |          |
| C        | Martin Schneider       | Duisburg               |          |
| C        | Jens Truckenbrod       | Borussia M'gladbach II |          |
| C        | Peter Wynhoff          | Fortuna Colonia        |          |

### Sessione invernale
| Acquisti | Acquisti      | Acquisti | Acquisti |
| R.       | Nome          | da       | Modalità |
| -------- | ------------- | -------- | -------- |
| D        | Quido Lanzaat | Ajax     |          |

| Cessioni | Cessioni      | Cessioni     | Cessioni |
| R.       | Nome          | a            | Modalità |
| -------- | ------------- | ------------ | -------- |
| A        | Anton Polster | Salisburgo   |          |
| D        | Thomas Vogel  | VfR Mannheim |          |

## Risultati

### 2. Bundesliga

#### Girone di andata
| Arbitro: | Buchhart |

|                  |           |  |
| Dittgen 73’, 87’ | Marcatori |  |

| Arbitro: | Keßler |

|                          |           |                               |
| van Lent 36’ Frommer 81’ | Marcatori | 9’ Blank 47’, 57’ Milovanovic |

| Arbitro: | Schütz |

|                           |           |  |
| Arnold 29’ Krieg 55’, 90’ | Marcatori |  |

| Arbitro: | Weiner |

|             |           |                              |
| Polster 18’ | Marcatori | 16’ (rig.) Schmidt 41’ Diane |

| Arbitro: | Wack |

|  |           |                  |
|  | Marcatori | 8’, 43’ Ketelaer |

| Arbitro: | Strampe |

|                                                   |           |                 |
| Ketelaer 57’ Scherz 80’ (aut.) Polster 87’ (rig.) | Marcatori | 40’ (rig.) Timm |

| Arbitro: | Scheppe |

|            |           |              |
| Toborg 88’ | Marcatori | 53’ van Lent |

| Arbitro: | Kircher |

|                                 |           |  |
| Witeczek 49’ Polster 90’ (rig.) | Marcatori |  |

| Arbitro: | Gagelmann |

|                            |           |                    |
| Marić 64’, 67’ (rig.), 73’ | Marcatori | 66’ (rig.) Polster |

| Arbitro: | Schößling |

|  |           |             |
|  | Marcatori | 37’ Baştürk |

| Arbitro: | Hauer |

|                           |           |                  |
| Suchopárek 6’ Ouakili 65’ | Marcatori | 5’, 50’ van Lent |

| Arbitro: | Hilmes |

|                        |           |                        |
| Ašanin 2’ van Lent 13’ | Marcatori | 25’ Miriuță 29’ Helbig |

| Arbitro: | Hufgard |

|                       |           |  |
| Ketelaer 4’ Sopić 44’ | Marcatori |  |

| Arbitro: | Milic |

|          |           |                |
| Binz 86’ | Marcatori | 88’ Korzynietz |

| Mönchengladbach 12 dicembre 1999, ore 15:00 CET 15ª giornata | Borussia M'gladbach | 0 – 0 referto | Fortuna Colonia | Borussia-Park (14 500 spett.)\| Arbitro: \| Trautmann \| |
| Arbitro:                                                     | Trautmann           |               |                 |                                                          |

| Magonza 15 dicembre 1999, ore 19:00 CET 16ª giornata | Magonza | 0 – 0 referto | Borussia M'gladbach | Stadion am Bruchweg (14 183 spett.)\| Arbitro: \| Weber \| |
| Arbitro:                                             | Weber   |               |                     |                                                            |

| Arbitro: | Haupt |

|                                                           |           |  |
| van Lent 34’ Ketelaer 41’ Kromheer 83’ (aut.) Frommer 90’ | Marcatori |  |

#### Girone di ritorno
| Arbitro: | Meyer |

|              |           |  |
| Witeczek 45’ | Marcatori |  |

| Arbitro: | Perl |

|                             |           |                             |
| Stendel 36’ Milovanovic 40’ | Marcatori | 9’, 90’ van Lent 74’ Ašanin |

| Arbitro: | Gagelmann |

|                                               |           |           |
| van Lent 39’ Demo 40’ Ašanin 49’ Witeczek 77’ | Marcatori | 82’ Krieg |

| Arbitro: | Hufgard |

|           |           |              |
| Diane 17’ | Marcatori | 83’ Ketelaer |

| Arbitro: | Schmidt |

|                          |           |            |
| van Lent 3’ Witeczek 70’ | Marcatori | 72’ Karaca |

| Arbitro: | Stark |

|             |           |              |
| Lottner 90’ | Marcatori | 82’ Ketelaer |

| Arbitro: | Sippel |

|                                                 |           |                    |
| van Lent 2’, 37’ Chiquinho 64’ Ciucă 71’ (aut.) | Marcatori | 36’ Hayer 56’ Obad |

| Arbitro: | Fröhlich |

|          |           |              |
| Klee 32’ | Marcatori | 53’ Witeczek |

| Arbitro: | Milic |

|              |           |                  |
| van Lent 69’ | Marcatori | 40’ (rig.) Marić |

| Arbitro: | Weiner |

|                       |           |                           |
| Weber 33’ Baştürk 72’ | Marcatori | 45’ van Lent 79’ Ketelaer |

| Arbitro: | Heynemann |

|                                   |           |                       |
| Ašanin 27’, 58’ van Lent 67’, 77’ | Marcatori | 14’ Tiffert 65’ Ćirić |

| Arbitro: | Steinborn |

|                           |           |                           |
| Bittencourt 11’ Labak 60’ | Marcatori | 16’ Ketelaer 44’ van Lent |

| Arbitro: | Anklam |

|                               |           |          |
| Vincze 56’ (rig.), 76’ (rig.) | Marcatori | 51’ Demo |

| Arbitro: | Lange |

|               |           |  |
| Chiquinho 77’ | Marcatori |  |

| Arbitro: | Blumenstein |

|                    |           |                          |
| Younga-Mouhani 61’ | Marcatori | 32’ Nielsen 82’ Klinkert |

| Arbitro: | Perl |

|                                                                           |           |          |
| Ketelaer 43’ Chiquinho 47’ Demo 48’ van Lent 67’, 72’ (rig.) Witeczek 75’ | Marcatori | 28’ Hock |

| Arbitro: | Merk |

|                        |           |             |
| Möckel 60’ Driller 68’ | Marcatori | 74’ Frommer |

### Coppa di Germania
| Arbitro: | Weiner |

|                                                             |                      |                                               |
| Milde Plaßhenrich Schriewersmann Mrugalla Schmidt Friedrich | Tiri di rigore 6 – 5 | van Lent Nielsen Frontzeck Eberl Sopić Reiter |

## Statistiche

### Statistiche di squadra
| Competizione      | Punti | In casa | In casa | In casa | In casa | In casa | In casa | In trasferta | In trasferta | In trasferta | In trasferta | In trasferta | In trasferta | Totale | Totale | Totale | Totale | Totale | Totale | DR  |
| Competizione      | Punti | G       | V       | N       | P       | Gf      | Gs      | G            | V            | N            | P            | Gf           | Gs           | G      | V      | N      | P      | Gf     | Gs     | DR  |
| ----------------- | ----- | ------- | ------- | ------- | ------- | ------- | ------- | ------------ | ------------ | ------------ | ------------ | ------------ | ------------ | ------ | ------ | ------ | ------ | ------ | ------ | --- |
| 2. Bundesliga     | 54    | 17      | 11      | 3       | 3       | 39      | 17      | 17           | 3            | 9            | 5            | 21           | 26           | 34     | 14     | 12     | 8      | 60     | 43     | +17 |
| Coppa di Germania | -     | 0       | 0       | 0       | 0       | 0       | 0       | 1            | 0            | 1            | 0            | 0            | 0            | 1      | 0      | 1      | 0      | 0      | 0      | 0   |
| Totale            | 54    | 17      | 11      | 3       | 3       | 39      | 17      | 18           | 3            | 10           | 5            | 21           | 26           | 35     | 14     | 13     | 8      | 60     | 43     | +17 |

### Andamento in campionato
| Giornata  | 1  | 2  | 3  | 4  | 5  | 6  | 7  | 8  | 9  | 10 | 11 | 12 | 13 | 14 | 15 | 16 | 17 | 18 | 19 | 20 | 21 | 22 | 23 | 24 | 25 | 26 | 27 | 28 | 29 | 30 | 31 | 32 | 33 | 34 |
| --------- | -- | -- | -- | -- | -- | -- | -- | -- | -- | -- | -- | -- | -- | -- | -- | -- | -- | -- | -- | -- | -- | -- | -- | -- | -- | -- | -- | -- | -- | -- | -- | -- | -- | -- |
| Luogo     | T  | C  | T  | C  | T  | C  | T  | C  | T  | C  | T  | C  | C  | T  | C  | T  | C  | C  | T  | C  | T  | C  | T  | C  | T  | C  | T  | C  | T  | T  | C  | T  | C  | T  |
| Risultato | P  | P  | P  | P  | V  | V  | N  | V  | P  | P  | N  | N  | V  | N  | N  | N  | V  | V  | V  | V  | N  | V  | N  | V  | N  | N  | N  | V  | N  | P  | V  | V  | V  | P  |
| Posizione | 15 | 17 | 18 | 18 | 16 | 12 | 13 | 10 | 11 | 15 | 14 | 14 | 12 | 11 | 12 | 12 | 12 | 9  | 6  | 4  | 5  | 4  | 4  | 4  | 5  | 5  | 5  | 5  | 4  | 5  | 5  | 4  | 4  | 5  |

Legenda:

Luogo: C = Casa; T = Trasferta. Risultato: V = Vittoria; N = Pareggio; P = Sconfitta.

### Statistiche dei giocatori
| Giocatore      | 2. Bundesliga | 2. Bundesliga | 2. Bundesliga | 2. Bundesliga | Coppa di Germania | Coppa di Germania | Coppa di Germania | Coppa di Germania | Totale   | Totale | Totale      | Totale     |
| Giocatore      | Presenze      | Reti          | Ammonizioni   | Espulsioni    | Presenze          | Reti              | Ammonizioni       | Espulsioni        | Presenze | Reti   | Ammonizioni | Espulsioni |
| -------------- | ------------- | ------------- | ------------- | ------------- | ----------------- | ----------------- | ----------------- | ----------------- | -------- | ------ | ----------- | ---------- |
| S. Ašanin      | 33            | 5             | 4             | 0             | 1                 | 0                 | 0                 | 0                 | 34       | 5      | 4           | 0          |
| D. Burić       | 13            | 0             | 7             | 0             | 0                 | 0                 | 0                 | 0                 | 13       | 0      | 7           | 0          |
| C. Chiquinho   | 12            | 3             | 0             | 0             | 0                 | 0                 | 0                 | 0                 | 12       | 3      | 0           | 0          |
| I. Demo        | 24            | 3             | 3             | 1             | 0                 | 0                 | 0                 | 0                 | 24       | 3      | 3           | 1          |
| M. Eberl       | 30            | 0             | 14            | 0             | 1                 | 0                 | 1                 | 0                 | 31       | 0      | 15          | 0          |
| N. Frommer     | 18            | 3             | 1             | 0             | 1                 | 0                 | 1                 | 0                 | 19       | 3      | 2           | 0          |
| M. Frontzeck   | 25            | 0             | 5             | 0             | 1                 | 0                 | 0                 | 0                 | 26       | 0      | 5           | 0          |
| O. Grebenozhko | 4             | 0             | 1             | 0             | 0                 | 0                 | 0                 | 0                 | 4        | 0      | 1           | 0          |
| M. Hagner      | 14            | 0             | 2             | 0             | 0                 | 0                 | 0                 | 0                 | 14       | 0      | 2           | 0          |
| M. Hausweiler  | 23            | 0             | 3             | 2             | 0                 | 0                 | 0                 | 0                 | 23       | 0      | 3           | 2          |
| U. Kamps       | 34            | 0             | 1             | 0             | 1                 | 0                 | 0                 | 0                 | 35       | 0      | 1           | 0          |
| M. Ketelaer    | 30            | 10            | 8             | 0             | 0                 | 0                 | 0                 | 0                 | 30       | 10     | 8           | 0          |
| M. Klinkert    | 7             | 1             | 0             | 0             | 1                 | 0                 | 0                 | 0                 | 8        | 1      | 0           | 0          |
| B. Korzynietz  | 23            | 1             | 4             | 2             | 1                 | 0                 | 0                 | 0                 | 24       | 1      | 4           | 2          |
| Q. Lanzaat     | 2             | 0             | 0             | 0             | 0                 | 0                 | 0                 | 0                 | 2        | 0      | 0           | 0          |
| B. Meier       | 0             | 0             | 0             | 0             | 0                 | 0                 | 0                 | 0                 | 0        | 0      | 0           | 0          |
| P. Nielsen     | 30            | 1             | 9             | 0             | 1                 | 0                 | 0                 | 0                 | 31       | 1      | 9           | 0          |
| M. Pletsch     | 28            | 0             | 2             | 0             | 0                 | 0                 | 0                 | 0                 | 28       | 0      | 2           | 0          |
| T. Polster     | 7             | 4             | 1             | 0             | 1                 | 0                 | 0                 | 0                 | 8        | 4      | 1           | 0          |
| M. Reiter      | 4             | 0             | 0             | 0             | 1                 | 0                 | 1                 | 0                 | 5        | 0      | 1           | 0          |
| Ž. Sopić       | 29            | 1             | 4             | 0             | 1                 | 0                 | 0                 | 0                 | 30       | 1      | 4           | 0          |
| T. Vogel       | 3             | 0             | 0             | 0             | 1                 | 0                 | 0                 | 0                 | 4        | 0      | 0           | 0          |
| A. Voronin     | 2             | 0             | 0             | 0             | 0                 | 0                 | 0                 | 0                 | 2        | 0      | 0           | 0          |
| M. Witeczek    | 34            | 6             | 3             | 0             | 1                 | 0                 | 0                 | 0                 | 35       | 6      | 3           | 0          |
| A. van Lent    | 34            | 19            | 1             | 0             | 1                 | 0                 | 0                 | 0                 | 35       | 19     | 1           | 0          |